# Richard Karp
Richard Manning Karp (Boston, 3 gennaio 1935) è un informatico statunitense.
Nel 1972 ha pubblicato un elenco di 21 problemi NP-completi. Ha vinto il Premio Turing nel 1985 ed il Premio Kyōto per la tecnologia nel 2008.